# TT312
La tombe thébaine TT312 est située à Deir el-Bahari, dans la nécropole thébaine, située sur la rive ouest du Nil en face de Louxor.
La tombe est le lieu de sépulture de Nespakashouty, gouverneur de la ville et vizir sous le règne de Psammétique Ier.